# Itápolis
Itápolis es un municipio brasileño del estado de São Paulo, conocido como el mayor productor mundial de naranja. Itápolis se destaca por tener el mayor PIB agrícola del país. Es la ciudad del Oeste Futebol Clube, que milita en la Serie B de Brasil.

## Geografía
- Clima tropical de inviernos secos (Clima Tropical Típico - Caliente con estación lluviosa más acentuada en los meses de "verano” y escasas en los meses de “invierno”)

### Hidrografía
- Arroyo de los Porcos Flujo media anual: 103.608.000 m³ curso N.S
- Río Son Lourenço Flujo media anual 100.000.000 m³ curso Y.W
- Río de la Onça Flujo media anual 20.000.000 m³ curso N.Y
- Río São Pedro Flujo media anual: 16.000.000 m³ curso N.S
- Río Boa Vista Flujo media anual: 10.000.000 m³ curso N.S

### Demografía
- Mortalidad infantil hasta 1 año (por mil): 11,64%
- Expectativa de vida (años): 71,34%
- Tasa de fertilidad (hijos por mujer): 2,45%
- Alfabetización|Tasa de Alfabetización : 90,27%

## Religión
El Cristianismo está presente en la ciudad de la siguiente manera:

### Iglesia Católica
La iglesia católica del municipio forma parte de la Diócesis de São Carlos. El municipio posee las Parroquias del Divino Espírito Santo, Parroquia de São Benedito y Parroquia de Santo Antonio de Pádua y Sao Vicente de Paulo.

### Iglesia Protestante
En la ciudad están presentes las más diversas creencias evangélicas, principalmente pentecostales, incluidas las Asambleas de Dios de Brasil (la iglesia evangélica más grande del país), Congregación Cristiana, entre otras. Estas denominaciones están creciendo cada vez más en todo Brasil.